# Moira Kelly
Moira Kelly (Nueva York, 6 de marzo de 1968) es una actriz estadounidense, conocida principalmente por sus intervenciones en series televisivas como El ala oeste de la Casa Blanca o One Tree Hill.

## Biografía
Moira Kelly nació en el barrio neoyorquino de Queens el 6 de marzo de 1968. La tercera de seis hermanos, Moira es la hija de dos inmigrantes irlandeses, Peter Kelly, concertista de violín, y su esposa Anne, enfermera. Se graduó en el Connetquot High School en 1986 y estudió posteriormente en el Marymount Manhattan College.

Su vocación como actriz empezó en 1984 en una representación teatral en su instituto de la obra Annie, inspirada en el filme homónimo que John Huston había dirigido en 1982. Diversos incidentes de última hora —la enfermedad de la actriz que debía interpretar a la protagonista, Miss Hannigan— hicieron que recayera sobre ella, con solo dieciséis años, uno de los papeles principales, el de Grace Farrell. La experiencia sobre las tablas le encantó, con lo que se despertó en ella el deseo de dedicarse a la interpretación.

Durante la primera mitad de los noventa, participó en diversos papeles en producciones modestas. En 1992 obtuvo el papel de Donna Heyward en la película Twin Peaks: Fire Walk with Me, la precuela que David Lynch rodó para su exitosa y revolucionaria serie televisiva Twin Peaks (1990). Kelly interpretó en la película el personaje que en la serie correspondía a Lara Flynn Boyle.
En 1992 interpretó también a Hetty Kelly y a Oona O'Neill en Chaplin.
Dos años más tarde, intervino en Little Odessa, de James Grey, donde trabajó junto a Tim Roth y Edward Furlong, o La fuerza de un ángel, de Michael Ray Rhodes, en la que coincidió por primera vez con Martin Sheen. Su papel más reconocido es el de la patinadora sobre hielo Kate Moseley en la comedia romántica de 1992 The Cutting Edge, dirigida por Paul Michael Glaser, en la que se enamora del protagonista, interpretado por D. B. Sweeney.
 En 1994 participa en la aclamada With Honors, junto a Joe Pesci y Brendan Fraser, y en 1999 lo hace en Ni el tiro del final, dirigida por Juan José Campanella.
El público estadounidense recordará su voz en el éxito de la factoría Disney El rey león, donde doblaba al personaje de Nala. Posteriormente, intervino en las series de la CBS To Have & to Hold, en 1998  —interpretando a Annie Cornell—, y en la primera temporada de El ala oeste de la Casa Blanca, la exitosa ficción política de Aaron Sorkin, donde dio vida a Mandy Hampton. El devenir de este personaje fue un tanto irregular: un carácter volcánico y vehemente, la insinuación de un pasado romance con el protagonista Josh Lyman y una progresiva pérdida de protagonismo que llevó a su fulminante desaparición de la lista de créditos al iniciarse la segunda temporada. La salida quedó tan mal resuelta que, en adelante, siempre que desapareció un personaje de la trama de la serie sin dar explicaciones, los fanes hablaron de un Mandyville.
 
Entre los años 2003 y 2009, interpretó a Karen Roe, una madre soltera, en la serie sobre adolescentes One Tree Hill, de Mark Schwann. Aunque su personaje había desaparecido antes, Kelly apareció en el especial del centésimo capítulo durante la sexta temporada; además, dirigió dos episodios durante 2006, estrenándose tras la cámara.

Se casó en 2000 con un hombre de negocios de Texas llamado Steven Hewitt. Tienen una hija, Ella, nacida en 2001, y un hijo, Earnon, de 2003.